# Ki Hajar Dewantara
Ki Hajar Dewantara (2 mai 1889, Yogyakarta - 28 avril 1959, Yogyakarta), né Raden Mas Soewardi Soerjaningrat a été l'un des pionniers dans le domaine de l'éducation en Indonésie. C'est lui qui fonda notamment le mouvement éducatif Taman Siswa en 1922. En 1949, il fut nommé ministre de l'Éducation et de la Culture. C'est en son honneur que le 2 mai a été décrété Journée nationale de l'éducation en Indonésie. En 1959, il est déclaré Héros national d'Indonésie.
Soewardi était le fils du prince Soerjaningrat et petit-fils du prince Pakualam III de Yogyakarta.
Il est le premier indigène des Indes néerlandaises à officiellement utiliser le nom "Indonésie", forgé en 1850 par le navigateur et linguiste anglais George Windsor Earl et le juriste et journaliste écossais James Richardson Logan. Alors qu'il était journaliste aux Pays-Bas, il y crée en 1913 l’Indonesisch Pers-bureau ou « agence de presse indonésienne ». L’emploi du nom « Indonesia » deviendra par la suite un étendard du mouvement national. 